# حاجی میرزاآقا بلوری
حاجی میرزاآقا بلوری مشهور به بلوری تبریزی و میرزا آقا و معروف به نالۀ ملت، روزنامه‌نگار ایرانی، زادۀ تبریز، مدیر نشریۀ دوزبانۀ فکاهی-کاریکاتوری آذربایجان (تبریز ۱۲۸۵ش)، نشریۀ سیاسی-خبری استقلال (تبریز ۱۲۸۸)، پایه‌گذار و مدیر نشریۀ سیاسی-اجتماعی و فکاهی حشرات‌ الارض (۱۲۸۶، جانشین آذربایجان) بود. 
وی نشریۀ سیاسی-خبری نالۀ ملت را در ۱۳۲۶ق/۱۲۸۶ش در تبریز منتشر کرد و در آن مقاله‌های تندی می‌نوشت. چاپخانۀ ناموس را که آذربایجان در آن چاپ می‌شد، از محمدعلی میرزا، هنگامی که حاکم تبریز و مقیم آن‌جا بود، خرید. 
میرزا آقا بلوری از حامیان اصلی انتشار روزنامه‌های انقلابی بود که از نظر مالی پشتوانۀ محکمی برای انقلابیون و آزادی‌خواهان آن دوره بود.